# Sanarica
Sanarica är en ort och kommun i provinsen Lecce i regionen Apulien i Italien. Kommunen hade 1 487 invånare (2017).